# Rechtbank Arnhem
De Rechtbank Arnhem was tot 2013 een van de rechtbanken in Nederland. De rechtbank in Arnhem behandelde alle zaken in het voormalige arrondissement Arnhem.

## Geschiedenis
De rechtspraak in Arnhem gaat terug tot het jaar 1233. In dat jaar gaf Otto II, graaf van Gelre en Zutphen, Arnhem stadsprivilege. Het Arnhemse schepengerecht, zoals het gerecht toen werd genoemd, leek veel op die van andere Gelderse steden. Door het schepengerecht werden kwesties binnen het stedelijk gerechts- en bestuursgebied behandeld. Een aantal eeuwen is deze manier van rechtspraak ongewijzigd gebleven.
Vanaf het midden van de vijftiende eeuw besloot de hertog van Gelre om meer permanent in de oude residentie van het Hof van Gelre aan de Markt te gaan wonen. Arnhem had toen twee verschillende rechtscolleges: het stedelijk schepenrecht en de hertogelijke raad, het adviescollege van de hertog in bestuurlijke en juridische aangelegenheden. Vanaf dat moment kreeg Arnhem een meerwaarde binnen het gewest Gelre. In 1543 wordt de hertogelijke raad voortgezet door het Hof van Gelre en Zutphen. De aanwezigheid van beide gerechten zorgt voor een belangrijke economische en sociale impuls voor Arnhem. De schepenbank is vanaf de Middeleeuwen tot aan de opheffing in 1811 gevestigd geweest in het, in vroeg gotische stijl opgetrokken oude stadhuis aan de Markt, wat in 1840 is gesloopt.
Met de komst van de Fransen in 1795 vond een verandering plaats op bestuurlijk en juridisch terrein. Zo werden tal van vernederende rechtsgewoonten, zoals het dragen van strafstenen, het radbraken en het tentoonstellen van lijken aan de galg, afgeschaft. In 1811 werd de Franse rechterlijke organisatie ingevoerd. De Arnhemse rechtbank, onder het presidentschap van Jan Gaymans bestond uit acht rechters en een Belgische Franssprekende aanklager. Na 1813, onder het bewind van koning Willem I, trad er een periode van vernieuwing aan maar werden sommige gebruiken zoals het schavot, de beul, geseling en brandmerken weer in ere hersteld. De huidige rechterlijke organisatie kreeg in 1833 gestalte.

## Paleis van Justitie
Op de plaats waar nu de marktzijde is van het huidige paleis van justitie begon men in 1833 onder leiding van stadsarchitect Anthony Aytink van Falkenstein met de bouw van een nieuw Paleis van Justitie. Het werd gebouwd in neoclassicistische stijl. Het middengedeelte werd versierd door vier zuilen in Dorische stijl.
Tijdens de slag om Arnhem in september 1944 werd het gerechtsgebouw geheel verwoest. Een fragment van een van de zuilen werd bewaard als herinnering aan de oorlog en vormt nu het Airborne Monument op het Airborneplein. De diverse onderdelen van justitie zijn de jaren daarna gehuisvest geweest in villa's verspreid over de stad.
Op 9 januari 1959 werd de eerste paal in de grond geheid voor de bouw van het nieuwe paleis van justitie. In juni 1963 werd het gebouw officieel in gebruik genomen. Het gebouw lijkt aan de buitenkant qua vorm en maatvoering op het Huis der Provincie aan de zuidzijde van de Markt, dat niet lang daarvoor gereedgekomen was. Vanwege ruimtegebrek werd een aantal diensten op verschillende locaties aan de andere zijde van de Rijn ondergebracht. Er werd een plan ontwikkeld om naast het paleis een gebouw van een zes verdiepingen hoog te bouwen en het paleis zelf te renoveren. Het vernieuwde complex werd op 10 juni 1998 door toenmalige minister Winnie Sorgdrager in gebruik genomen.
In het paleis van justitie zijn naast de rechtbank ook het gerechtshof, het arrondissementsparket en het ressortsparket gevestigd. Voor het paleis staat het beeldhouwwerk Salomonsoordeel uit 1958 gemaakt door André Schaller. Het was door Schaller gemaakt voor de binnenplaats en stond daarna, tegen zijn zin, op een erg hoge sokkel bij de zijkant van het gebouw. Na een kritische publicatie werd, jaren na de kritiek van Schaller en zijn weduwe, het beeld in 2004 bij de ingang geplaatst.

## Militaire Rechtbank
Sinds 1991 is de Militaire Kamer gevestigd in het Paleis van Justitie in Arnhem. Deze meervoudige kamer bestaat uit twee rechters en een opperofficier van Defensie. Leden van de Koninklijke Marechaussee kunnen geen lid worden van de kamer. Deze Militaire Kamer houdt zich alleen bezig met complexe strafzaken; militaire overtredingen en minder complexe strafrechtzaken worden voor een burgerrechter afgehandeld; bij overtredingen door een militaire kantonrechter en bij minder complexe strafrechtzaken door een militaire politierechter.